# 小米手环9
小米手環9是小米公司推出的智能手環，於2024年7月19日發佈。發布會上共推出三款版本；分別為標準版、NFC版及陶瓷特別版NFC。小米手環9搭載的是澎湃系統。

## 外部連接
- 小米手環9 官方頁面 （页面存档备份，存于）